# St. Anne’s Diocesan College
Das St. Anne’s Diocesan College, kurz St. Anne’s,  ist eine private anglikanische Schuleinrichtung mit Internat für Mädchen in Hilton bei Pietermaritzburg in der südafrikanischen Provinz KwaZulu-Natal. Es wurde 1877 als Mädchenschule gegründet. Zuerst befand sich das College direkt in Pietermaritzburg, 1903 wurde in Hilton ein Grundstück erworben und bebaut. 1977 wurde eine Stiftung gegründet, die sich um Stipendien kümmert.

## Organisation und Lehrangebot
Das St. Anne’s wird von einem Rektor (College Head) geleitet, er wird unterstützt von zwei stellvertretenden Rektoren, darunter der Hauptstellvertreter und der Stellvertreter für akademische Angelegenheiten, einem Kaplan, einem Counsellor und weiterem Personal. Die Leitung verantwortet sich gegenüber einem Verwaltungsrat, dem der Bischof von Natal (Lord Bishop) als Beobachter angehört.
Das St. Anne’s bietet eine ganzheitliche Erziehung und Ausbildung an. Bis zum Ende der Schulpflicht mit der 9. Klasse werden die Schülerinnen in Grundlagenfächern wie Englisch, Afrikaans oder Geschichte unterrichtet. Hinzu kommen Wahlfächer wie isiZulu, Drama oder Lebensorientierung. In der Oberschulausbildung, die mit dem National Senior Certificate abgeschlossen wird, werden sieben Fächer unterrichtet, darunter zwei Sprachen. Im Jahr 2010 erreichten 100 % der Schülerinnen den Abschluss.
Das College bietet den Schülerinnen das Wohnen in sechs Häusern, die nach ehemaligen Leiterinnen des Internats benannt sind. Die Schülerinnen müssen keiner christlichen Kirche angehören, sich aber mit dem christlichen Glauben identifizieren.